# G. Blakemore Evans
Gwynne Blakemore Evans, geboren am 31. März 1912 in Columbus, Ohio; gestorben am 23. Dezember 2005 in Cambridge, Massachusetts war ein amerikanischer Literaturwissenschaftler und Shakespeare-Gelehrter.

## Leben
Evans wurde in Columbus (Ohio) geboren, sein Vater, Marshall Blakemore Evans, war Dozent für deutsche Sprache und Literatur an der Ohio State University, wo Evans 1934 einen Abschluss erwarb. 1936 erwarb er einen Master an der University of Cincinnati. 1940 wurde er an der Harvard University promoviert. Während des Zweiten Weltkrieges diente er als Angehöriger des United States Army Signal Corps in Bletchley Park. Nach dem Krieg wurde er als Professor auf Lehrstühle an die University of Wisconsin, die University of Illinois und zuletzt an die Harvard University berufen. 1975 erhielt er ein Walter Channing Cabot Fellowship. 1988 wurde er in die American Academy of Arts and Sciences gewählt.

## Werk
Eine seiner ersten wissenschaftlichen Publikationen war The Plays and Poems of William Cartwright (1951), eine Werkausgabe des anglikanischen Geistlichen und Schriftstellers William Cartwright, der zu den sog. Cavalier poets gezählt wird. Zwischen 1960 und 1980 gab er unter dem Titel Shakespearean Prompt-Books of the 17th Century eine Reihe sogenannter Promptbooks heraus.
Ab 1974 besorgte er eine neue Ausgabe des Riverside Shakespeare. Noch 1997 war er an einer Überarbeitung der Ausgabe beteiligt. Für die New Penguin Shakespeare gab er (1959 und 1969) Richard III. heraus. Für den New Cambridge Shakespeare besorgte er 1984 die Romeo-und-Julia-Ausgabe und 1996 eine Ausgabe der Sonette. Evans’ letztes posthum herausgegebenes Buch war The Poems of Robert Parry, eine Studie über den Zeitgenossen Shakespeares und Dichter  Robert Parry.